# Liste der dänischen Botschafter beim Heiligen Stuhl
Die Liste der dänischen Botschafter beim Heiligen Stuhl bietet einen Überblick über die Leiter der diplomatischen Vertretung Dänemarks beim Völkerrechtssubjekt des Heiligen Stuhls (Bischofssitz des Bistums Rom) seit Aufnahme diplomatischer Beziehungen.
| Amtszeit  | Name                       | Anmerkung         |
| --------- | -------------------------- | ----------------- |
| 1982–1986 | Hans Erik Thrane           | Botschafter       |
| 1986–1988 | Troels Munk                | Botschafter       |
| 1988–1989 | Gunnar Schack Larsen       | Botschafter       |
| 1989–1991 | Jane Jorgensen             | Geschäftsträgerin |
| 1991–1994 | Alf Cornelius Jönsson      | Botschafter       |
| 1994–1999 | Jan Marcussen              | Botschafter       |
| 1999–2003 | Bjarne Bladbjerg           | Botschafter       |
| 2003–2004 | Birger Dan Nielsen         | Botschafter       |
| 2005–2006 | Sten Erik Malmborg Lilholt | Botschafter       |
| 2006–2009 | Lars Moller                | Botschafter       |
| 2009–2013 | Hans Klingenberg           | Botschafter       |
| 2013–2014 | Lars Vissing               | Botschafter       |
| 2014–     | Louise Bang Jespersen      | Botschafterin     |

## Weblink
- Apostolische Nachfolge